# Monumento equestre a Filippo IV
Il monumento equestre a Filippo IV o fonte di Filippo IV è una statua realizzata fra il XVII secolo e il XIX secolo di Madrid. Si tratta di un capolavoro di scultura equestre, per la sua qualità e perché considerata la prima scultura con le gambe anteriori del cavallo sollevate, che si regge sui piedi posteriori e sulla coda. Il monumento è completato da un piedistallo, ornato con varie sculture e due fonti che costituiscono l'insieme delle opere di urbanizzazione della Plaza de Oriente.
Si trova al centro di plaza de Oriente a Madrid. Venne costruito per volere della regina Isabella II nella prima metà del XIX secolo, anche se la sua parte più importante, la statua equestre di re Filippo IV era stata realizzata nel XVII secolo.
La statua del re è opera dello scultore Pietro Tacca che la realizzò in Italia utilizzando un disegno di Diego Velázquez e con la consulenza scientifica di Galileo Galilei per assicurare la sua stabilità. Collaborò anche lo scultore Juan Martínez Montañés, autore del bozzetto di un busto del monarca, che come il disegno di Velázquez, venne inviato da Madrid a Firenze.

Il monumento fu inaugurato ufficialmente il 17 novembre del 1843, un anno prima che Narciso Pascual Colomer realizzasse il progetto definitivo della piazza, i cui palazzi che fanno da contorno vennero costruiti nella seconda metà del XIX secolo.

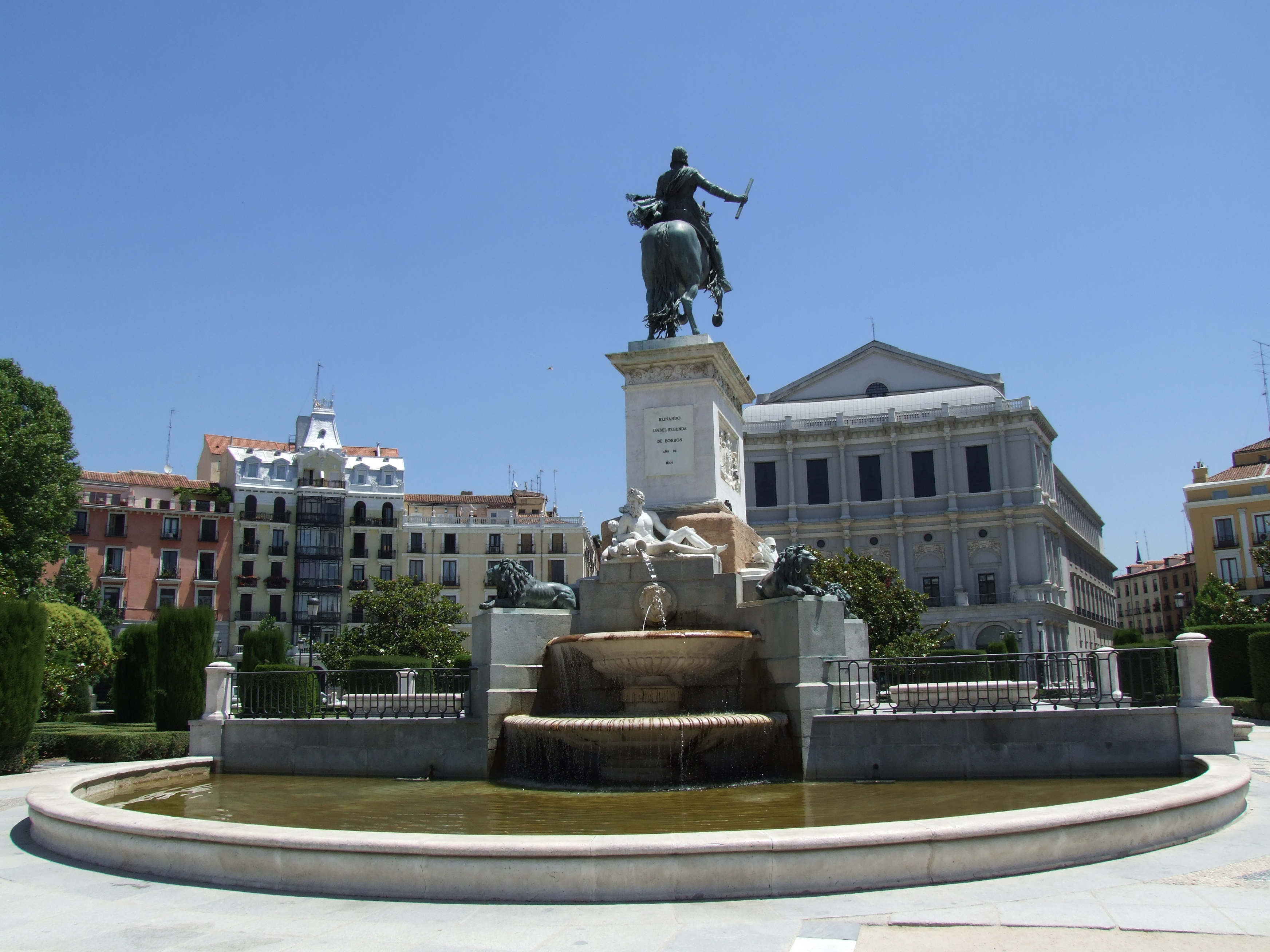
Lato occidentale del monumento.

## Storia

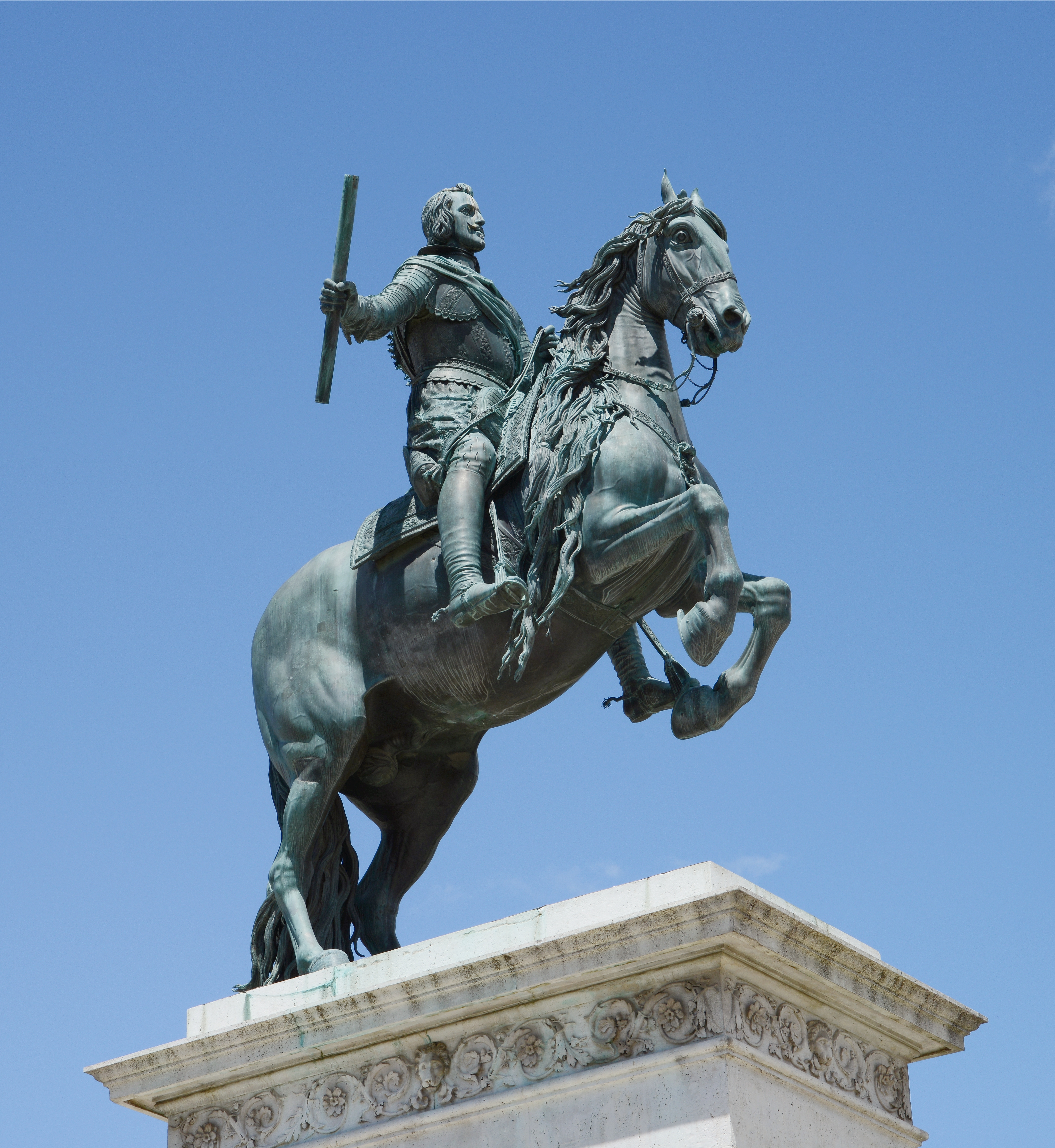
Statua di Filippo IV, vista da sud. L'opera mantiene il suo equilibrio grazie ai calcoli fatti da Galileo Galilei.

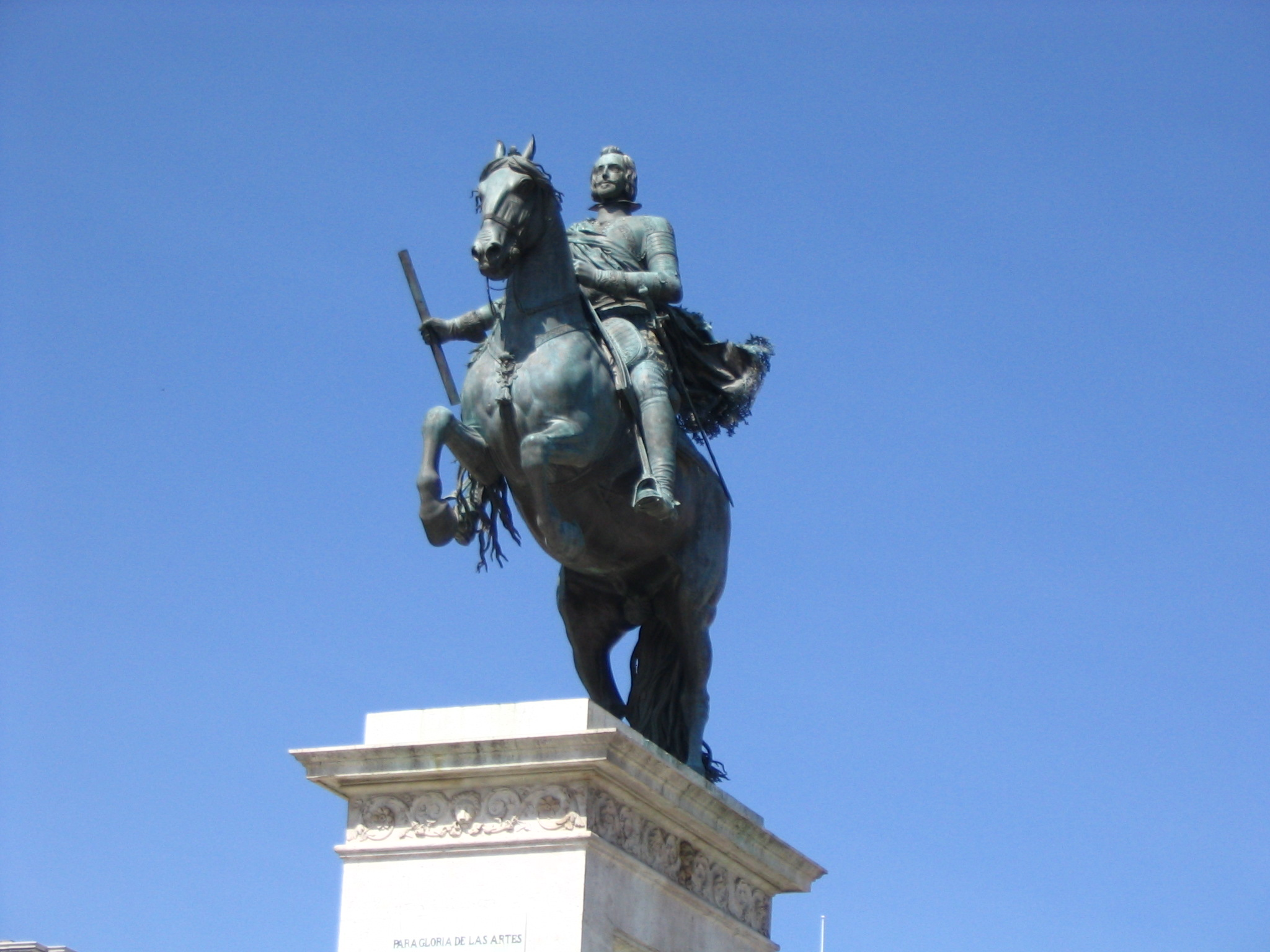
Vista orientale della scultura, che è rivolta verso il Teatro Real.

La statua si deve ad una iniziativa del monarca stesso che decise di far realizzare, commissionandola al carrarese Pietro Tacca, una scultura equestre simile a quella sita nella Plaza Mayor di Madrid, eretta in onore di suo padre, il re Filippo III, realizzata in bronzo, iniziata dal Giambologna e terminata dallo stesso Tacca nel 1613.
Filippo IV espresse il desiderio che l'opera superasse in qualità artistica e impatto visivo quella del padre. Il desiderio venne eseguito dal favorito del re Duca di Olivares, il quale diede ordine che il monarca fosse rappresentato su un cavallo rampante, modello fino ad allora sconosciuto nella scultura, a causa della difficoltà tecnica di realizzazione.
L'opera venne commissionata al noto scultore italiano, al quale vennero inviati in Italia due bozzetti disegnati da Velázquez, uno con il re a cavallo e un altro a mezzo busto. Tacca lavorò per sei anni alla scultura, dal 1634 al 1640. Due anni più tardi la stessa venne trasferita a Madrid dalla bottega che l'artista, "scultore granducale", aveva a Firenze, dove la statua era stata fusa in bronzo.
Secondo la tradizione, lo scultore si avvalse della consulenza fisico-matematica di Galileo Galilei (1564-1642), il quale suggerì che, per ottenere che il cavallo si reggesse solo su due zampe, doveva essere resa solida la parte posteriore della scultura mentre il frontale doveva essere cavo. Questa soluzione, pionieristica nel mondo dell'arte statuaria, impose un nuovo modello che rimase valido durante il XVII e XVIII secolo.
Un altro degli artisti che lavorò al progetto fu lo scultore Juan Martínez Montañés, che accettò l'incarico di Velázquez di modellare una testa del re, per dare un riferimento in rilievo a Tacca dei tratti del viso di Filippo IV. Il suo lavoro in quel busto è documentato da un ritratto che Velázquez aveva realizzato allo scultore tra il giugno 1635 e il gennaio 1636. Nel quadro Martínez Montañés è ritratto mentre lavora alla testa, appena abbozzata, di Filippo IV (ritratto esposto al Museo del Prado).
Quando Tacca inviò in Spagna il primo modello in creta della statua, per l'approvazione da parte del monarca, questo non diede la sua approvazione alla testa, in quanto non riusciva a trovare alcuna somiglianza con il suo volto. La testa fu finalmente realizzata da Ferdinando Tacca, figlio dello scultore italiano, il che può spiegare la sua qualità inferiore rispetto al resto dell'opera.

## Ubicazioni

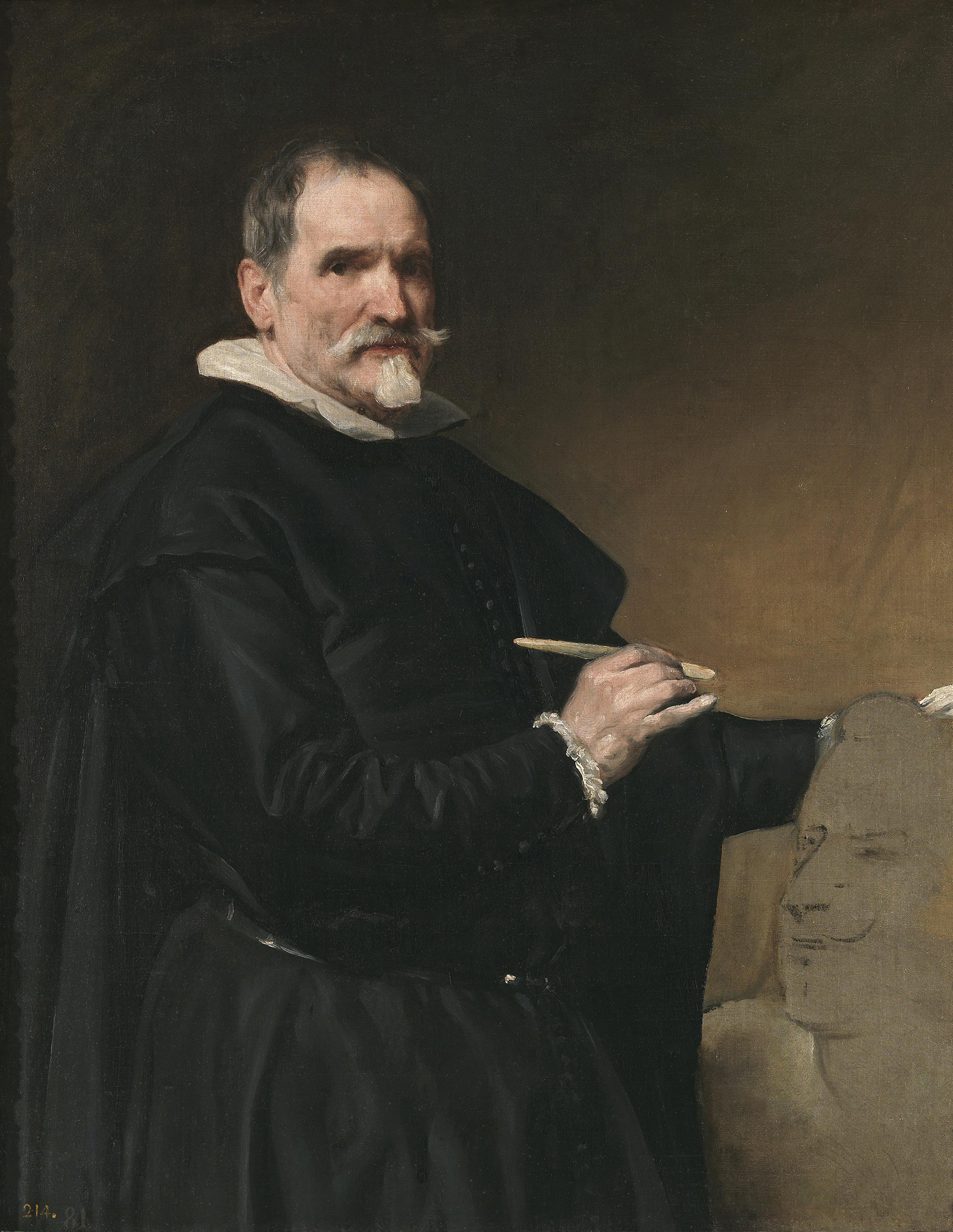
Velázquez fece un ritratto dello scultore Juan Martínez Montañés mentre lavorava al volto di Filippo IV. La pittura fu realizzata tra il 1635 e il 1636.

Nella sua sistemazione attuale, la statua è rivolta verso est, di fronte al Teatro Real, uno degli edifici che si affacciano sulla Plaza de Oriente.
Inizialmente era stata sistemata nel Jardín de la Reina, uno dei patio dello scomparso Palacio del Buen Retiro, dove era nota come el caballo de bronce (il cavallo di bronzo). Successivamente venne trasferita sul frontone del Real Alcázar di Madrid, edificio che sarebbe stato distrutto dalle fiamme nel 1734.
Durante il governo di Juan José de Austria, la statua venne tolta dall'Alcázar e posta nuovamente nella sua ubicazione originaria nel 1677. In occasione di questo trasferimento, si approfittò della circostanza per burlarsi del favorito, molto impopolare all'epoca per la peste, la fame e la carestia conseguente. Sabato 9 aprile di quell'anno venne affissa una satira sulla Casa de la Panadería della Plaza Mayor (allora il mercato principale della città).
Il caballo de bronce rimase nel Palacio del Buen Retiro fino al 1843, quando venne nuovamente trasferito, questa volta in modo definitivo, al centro dell'allora costruenda Plaza de Oriente.

## Piedistallo e fontane

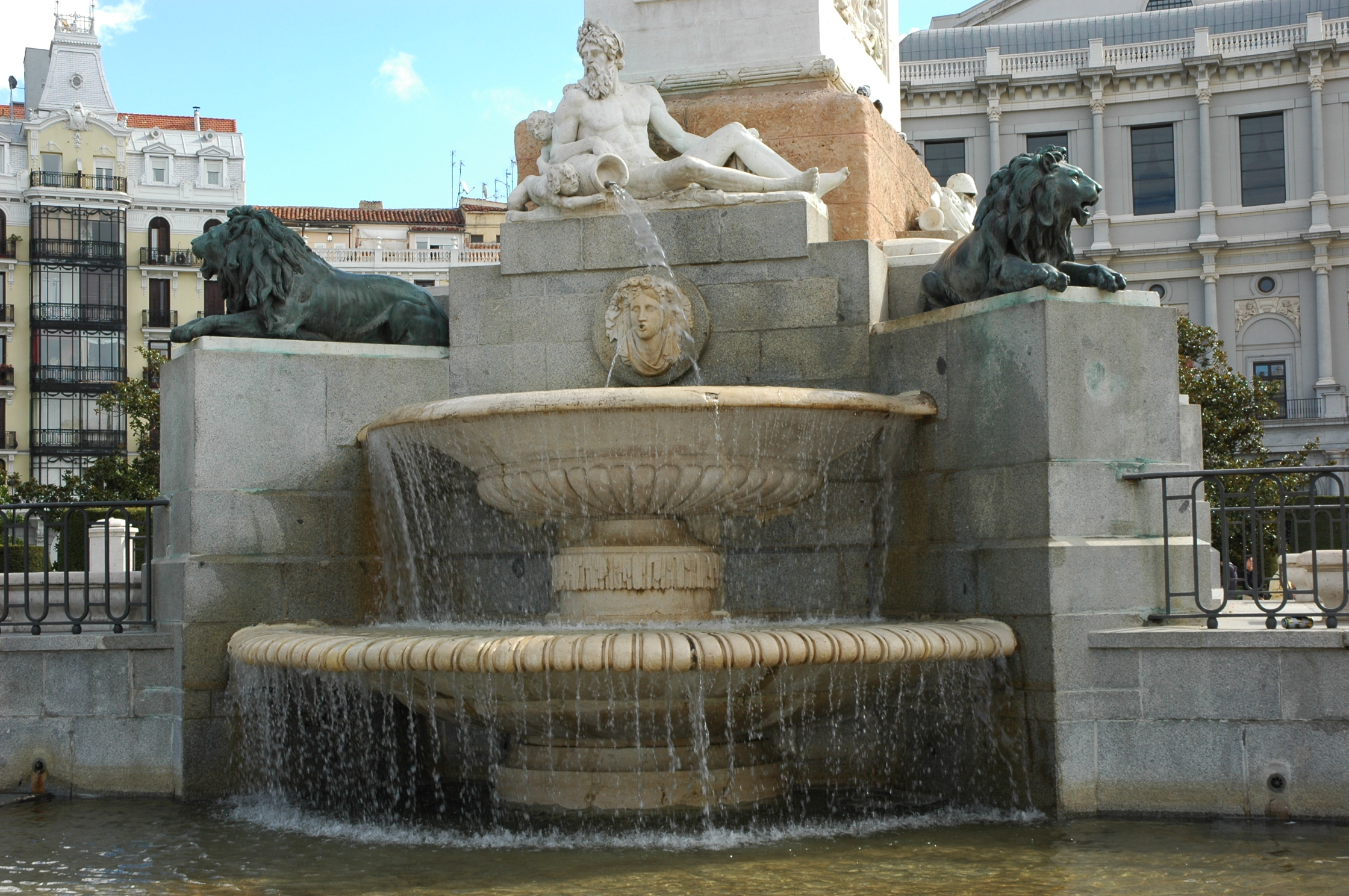
Allegoria del fiume Manzanarre, sul lato occidentale del monumento.

La statua equestre di Filippo IV è posta su un supporto monumentale, costituito da un alto piedistallo e da una base sulla quale sono disposti diversi gruppi scultorei e due fontane. Queste sculture furono realizzate da Francisco Elías Vallejo e José Tomás nel 1843.
Il piedistallo è a pianta rettangolare e nei lati settentrionale e meridionale integra due bassorilievi, realizzati da Tomás. Uno rappresenta il monarca che consegna a Velázquez le insegne dell'Ordine di Santiago e l'altro è un'allegoria della protezione accordata dal re alle arti e alle lettere.

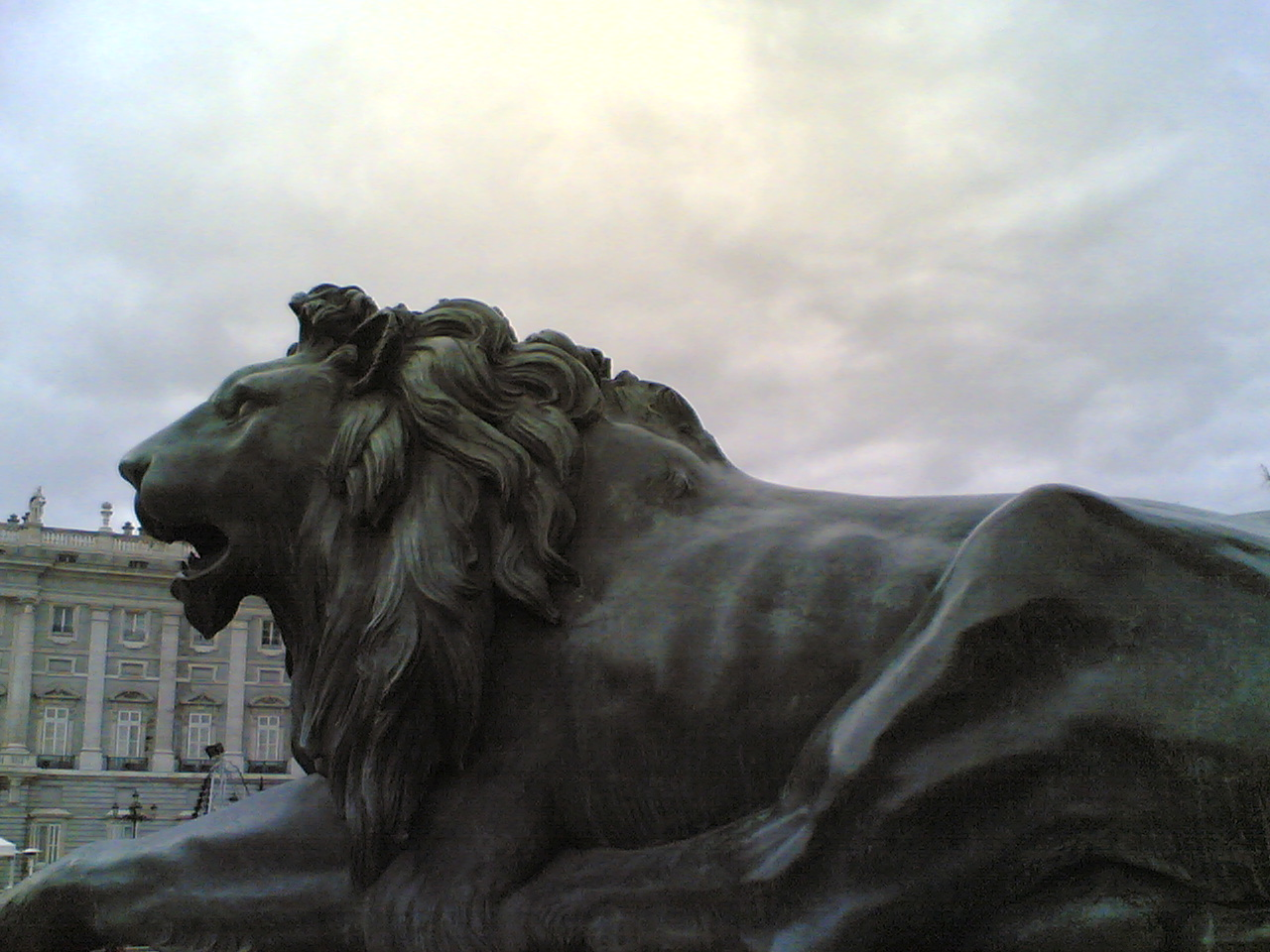
Uno dei quattro leoni di bronzo alla base del monumento.

Sui lati occidentale e orientale si trovano iscrizioni allusive all'inaugurazione del monumento, promosso dalla regina Isabella II.
La base è realizzata in granito ed è custodita da quattro leoni di bronzo, collocati in posizione di riposo su ogni angolo. Un blocco rettangolare, disposto obliquamente rispetto al piedistallo, funge da sedile. Le figure vennero fuse da Elías Vallejo.
Nel lato orientale del basamento, di fronte al Teatro Real di Madrid, si trova la scultura di un anziano, anch'essa realizzata da Vallejo, che simbolizza il fiume Jarama, sotto la quale è collocata una fontana, costituita da due valve di conchiglia le cui acque vengono versate in una vasca semicircolare.
Lo stesso schema si ripete sul lato ovest del monumento, di fronte al Palacio Real, con un'allegoria del fiume Manzanarre. L'anziano che rappresenta questo fiume è appoggiato con un braccio ad un orcio, dal quale sgorga acqua che cade nella conchiglia e quindi nella vasca semicircolare.